# 埃曼努爾·萊布雷希特 (安哈特-克滕)
埃曼努爾·萊布雷希特（德語：Emanuel Lebrecht，1671年5月20日—1704年5月30日），安哈特-克滕親王，1671年至1704年在位。

## 家庭
1692年，埃曼努爾·萊布雷希特與吉塞拉·阿格尼絲結婚，兩人共有2子1女：
1. 利奧波德（1694年—1728年）
2. 艾蕾諾爾·威廉明妮（1696年—1726年）
3. 奧古斯特·路德維希（1697年—1755年）